# Våldtäkter under ockupationen av Tyskland

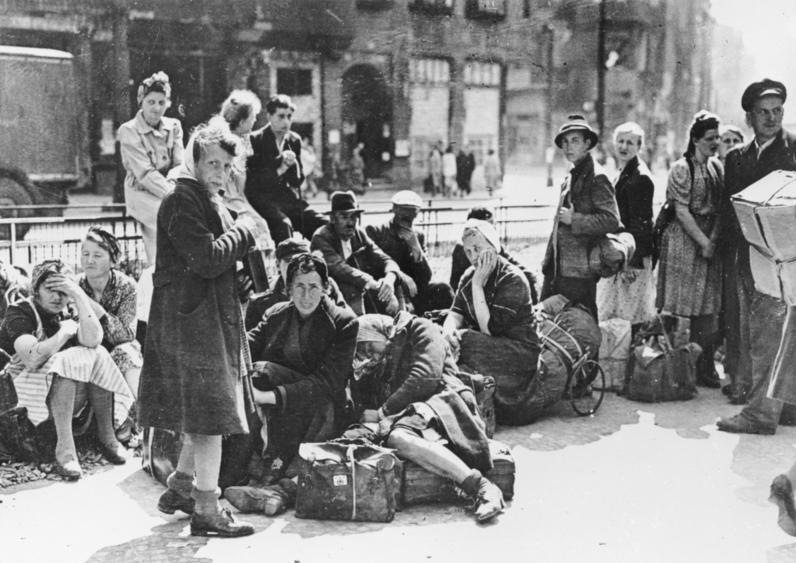
De sovjetiska våldtäkterna drabbade såväl tyska kvinnor och barn...

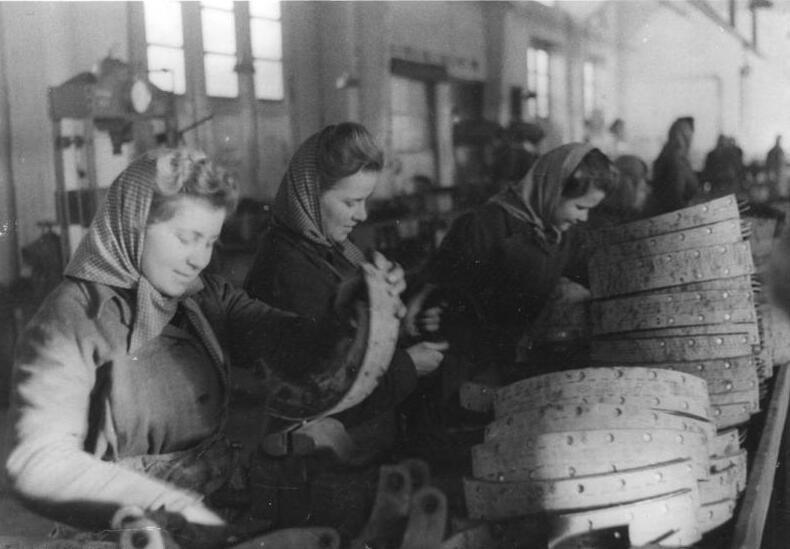
... som ryska och polska kvinnliga tvångsarbetare.

Våldtäkter i det ockuperade Tyskland ägde rum under och efter de allierades arméernas, särskilt Röda arméns, erövring och ockupation av Nazityskland. Antalet våldtagna kvinnor har beräknats till cirka två miljoner.
Massvåldtäkterna hade föregåtts av sovjetisk propaganda som avhumaniserade tyskar. Den mest framstående propagandisten i detta hänseende, Ilja Ehrenburg, hade bland annat uppmanat soldater i Röda armén att "med våld" bryta "de germanska kvinnornas rashögmod" och "ta dem som rättmätigt byte".
I många fall blev samma kvinnor utsatta för upprepade våldtäkter, en del 60-70 gånger. Åtminstone 100 000 kvinnor anses ha blivit våldtagna i Berlin i samband med att staden intogs under andra världskriget. Omkring 10 000 av offren dog av följderna. Detta är en uppskattning gjord med stöd i sjukhusjournaler och på grund av det markant ökande antalet aborter som genomfördes under månaderna efteråt. Det totala antalet tyska kvinnor som dog på grund av sovjetiska massvåldtäkter uppskattas till ungefär 240 000. Antony Beevor beskriver de sovjetiska massvåldtäkterna som de största massvåldtäkter som någonsin genomförts i historien. Enligt hans forskning våldtogs 1,4 miljoner kvinnor enbart i Ostpreussen, Pommern och Schlesien. Ryska och polska kvinnor som befann sig i Tyskland som tvångsarbetare undgick heller inte att våldtas.
Mot slutet av sommaren 1945 började sovjetiska militära chefer bestraffa våldtäktsmän från Röda Armén. Straffen varierade från arreststraff till avrättning. Våldtäkterna upphörde dock inte förrän vintern 1947/48.